# Phytodietus moragai
Phytodietus moragai là một loài tò vò trong họ Ichneumonidae.